# Ben Barrington
Ben Barrington é um ator neozelandês, mais conhecido por papéis em As Crônicas de Nárnia: O Leão, a Feiticeira e o Guarda-Roupa, Top of the Lake e The Almighty Johnsons.